# Мими-металлист, уязвлённый в своей чести
Мими-металлист, уязвлённый в своей чести (итал. Mimì metallurgico ferito nell'onore) — итальянская комедийная драма 1972 года, поставленная режиссёром Линой Вертмюллер с Джанкарло Джаннини и Марианджелой Мелато в главных ролях. Лента принимала участие в конкурсной программе 25-го Каннского международного кинофестиваля.

## Сюжет
Кармело по кличке Мими живёт в Сицилии бедно, но честно. Он теряет работу из-за того, что на выборах проголосовал за коммунистов. Многим такой выбор не понравился, и смельчака Мими увольняют с работы. Мужчина переезжает в индустриальный Турин. Там он занимается поисками новой работы и живёт с женщиной в гражданском браке. 
С помощью родственников Мими удаётся получить место металлурга на заводе, но при этом он не должен свидетельствовать теперь на суде против этих людей. Они же совершили страшное преступление: убили на глазах Мими пятерых людей. Когда-то смелый человек, отстаивавший свои права, Мими теперь становится настоящим трусом. Он начинает бояться всех: от мафиози не спрятаться и не скрыться, в городе все знают друг друга. Мими оказывается в тупике.